# Grace Caroline Currey
Grace Caroline Currey (nascida Fulton; Nova Iorque, 17 de julho de 1996) é uma atriz norte-americana. Ela é conhecida por seus papéis como Mary Bromfield nos filmes Universo Estendido DC Shazam! (2019) e sua sequência Shazam! Fúria dos Deuses (2023). Ela estrelou o filme The Conjuring Universe Annabelle: Creation (2017) e o filme de suspense de sobrevivência Fall (2022).

## Vida pessoal
Fulton é casada com Branden John Currey. Eles começaram a namorar em 2019 e ficaram noivos dois anos depois.

## Filmografia

### Cinema
| Ano  | Título                      | Papel                            | Notas                |
| ---- | --------------------------- | -------------------------------- | -------------------- |
| 2002 | Home of the Brave           | Sydney Briggs                    | Filme para televisão |
| 2004 | The Mystery of Natalie Wood | Young Natalie Wood               | Filme para televisão |
| 2004 | Back When We Were Grownups  | Young Biddy                      | Filme para televisão |
| 2007 | Badland                     | Celina Rice                      |                      |
| 2008 | Our First Christmas         | Lily                             | Filme para televisão |
| 2014 | Journey to Abaddon          | Willow                           | Filme curto          |
| 2017 | Painted Horses              | Paige                            |                      |
| 2017 | Annabelle: Creation         | Carol                            |                      |
| 2017 | Elliott's to Do List        | Elliott                          | Filme curto          |
| 2019 | Shazam!                     | Mary Bromfield                   |                      |
| 2020 | Vampire Dad                 | Susie                            |                      |
| 2020 | Most Guys Are Losers        | Sandy                            |                      |
| 2021 | Hart of the Wild Bunch      | Zamora                           | Filme curto          |
| 2022 | Fall                        | Becky                            |                      |
| 2023 | Shazam! Fúria dos Deuses    | Mary Bromfield / Super Hero Mary |                      |

### Televisão
| Ano       | Título          | Papel                 | Notas                                    |
| --------- | --------------- | --------------------- | ---------------------------------------- |
| 2001      | That's Life     | 4-year-old Lydia      | Episódio: "Banister Head"                |
| 2001      | JAG             | Katelyn Maat          | Episódio: "Redemption"                   |
| 2005–2007 | Ghost Whisperer | Young Melinda Gordon  | Elenco recorrente; 5 episódios           |
| 2006      | Bones           | Haley Farre           | Episódio: "The Girl with the Curl"       |
| 2012–2015 | Revenge         | Young Victoria Harper | 4 episódios                              |
| 2016      | Awkward         | Boots                 | Episódio: "Misadventures in Babysitting" |